# Марцинковски, Петер
Пе́тер Марцинко́вски (нем. Peter Marzinkowski; 19 марта 1939, Лигниц, Германия — 21 октября 2024, Германия) — католический прелат, первый епископ Алиндао с 18 декабря 2004 года по 19 марта 2014 года. Член монашеской конгрегации Святого Духа.

## Биография
Родился в 1939 году в Лигнице (сегодня — Легница, Польша). Изучал философию в монастыре премонстрантов Кнехтштенден в деревне Деловен, земля Северный Рейн-Вестфалия и богословие в Папском университете Григориана в Риме. В 1961 году вступил в конгрегацию Святого Духа. В 1964 году принял вечные монашеские обеты. 21 июля 1966 года был рукоположён в священники в Кёльне.
В 1968 году отправился на миссию в Центральноафриканскую Республику. Изучал язык санго, служил в приходах в Бриа (1968—1977), в Бамбари (1977—1982). В 1985—1986 годах проходил аспирантуру по богословию в Париже, потом возвратился в Германию, где с 1986 по 1992 года был генеральным настоятелем конгрегации Святого Духа. В 1993 году возвратился в Центральноафриканскую Республику и был назначен генеральным викарием епархии Мбаики (1993—2000). С 2000 года — настоятель германской общины конгрегации Святого Духа.
18 декабря 2004 года Римский папа Павел VI издал буллу Quadraginta per annos, которой учредил епархию Алиндао, назначив Петера Марцинковски её первым епископом. 3 апреля 2005 года состоялось его рукоположение в епископы, которое совершил архиепископ Банги Полен Помодимо в сослужении с епископом Бангасу Хуаном-Хосе Агирре Муньосом и епископом Мбаки Геррино Переном.
19 марта 2014 года подал в отставку.
Умер 21 октября 2024 года в Германии после непродолжительной болезни в возрасте 85 лет.